# Кубок світу з біатлону 2015—2016 — етап 7
Сьомий етап Кубка світу з біатлону 2015—16 відбувся в Кенморі, Канада, з 4 по 7 лютого 2016 року на базі спортивного центру Canmore Nordic Centre Provincial Park, який розташовується на висоті 1408 метрів над рівнем моря. В рамках програми етапу було проведено 6 гонок: спринт, мас-старт у чоловіків та жінок, змішана та одиночна змішана естафети.

## Гонки
Розклад гонок наведено нижче.
| Дата     | Час       | Гонка                           |
| -------- | --------- | ------------------------------- |
| 4 лютого | 19:15 CET | Чоловіки, спринт на 10 км       |
| 5 лютого | 19:15 CET | Жінки, спринт на 7,5 км         |
| 6 лютого | 18:00 CET | Чоловіки, мас-старт 15 км       |
| 6 лютого | 19:30 CET | Жінки, мас-старт 12,5 км        |
| 7 лютого | 18:10 CET | Індивідуальна змішана естафета  |
| 7 лютого | 22:05 CET | Змішана естафета 2x6 + 2x7,5 км |

## Призери

### Змішані естафети
| Гонка: | Золото:                                                                  | Час                                                       | Срібло:                                                             | Час                                                     | Бронза:                                                                    | Час                                                     |
| Одиночна змішана естафета Протокол [Архівовано 29 травня 2016 у Wayback Machine.], Протокол [Архівовано 12 лютого 2016 у Wayback Machine.] | Франція Марі Дорен-Абер Мартен Фуркад Марі Дорен-Абер Мартен Фуркад      | 37:59.0 (0+1) (0+1) (0+0) (0+1) (0+0) (0+0) (0+0) (0+1)   | Австрія Ліза Тереза Гаузер Сімон Едер Ліза Тереза Гаузер Сімон Едер | +45.2 (0+1) (0+1) (0+2) (0+0) (0+3) (0+1) (0+0) (0+0)   | Норвегія Гілде Фенне Ларс Хелге Біркеланд Гілде Фенне Ларс Хелге Біркеланд | +55.3 (0+2) (0+0) (0+0) (0+1) (0+2) (0+0)               |
| Змішана естафета 2 x 6 км + 2 x 7.5 км Протокол [Архівовано 29 травня 2016 у Wayback Machine.]                                             | Німеччина Франциска Хільдебранд Франциска Пройс Арнд Пайффер Сімон Шемпп | 1:05:38.8 (0+1) (0+0) (0+0) (0+1) (0+0) (0+0) (0+1) (0+1) | Італія Доротея Вірер Карін Обергофер Лукас Хофер Домінік Віндіш     | +1:12.9 (0+0) (0+2) (1+3) (0+3) (0+0) (0+0) (0+0) (0+2) | Норвегія Марте Олсбю Сюнневе Сулемдаль Александер Ус Хавард Богетвейт      | +1:23.8 (0+2) (0+1) (0+0) (0+0) (0+1) (0+2) (0+0) (0+1) |

### Чоловіки
| Гонка:                                                                  | Золото:               | Час               | Срібло:                  | Час            | Бронза:                   | Час            |
| Спринт 10 км Протокол [Архівовано 4 листопада 2016 у Wayback Machine.]  | Мартен Фуркад Франція | 23:51.5 (0+0)     | Антон Шипулін Росія      | +15.7 (0+0)    | Сімон Шемпп Німеччина     | +18.7 (0+0)    |
| Мас-старт 15 км Протокол [Архівовано 29 травня 2016 у Wayback Machine.] | Домінік Віндіш Італія | 40:37.1 (1+0+2+1) | Бенедикт Долль Німеччина | +4.1 (2+1+0+1) | Кентен Фійон Майє Франція | +8.6 (1+0+1+1) |

### Жінки
| Гонка:                                                                      | Золото:                 | Час               | Срібло:                 | Час             | Бронза:                  | Час             |
| Спринт 7,5 км Протокол [Архівовано 4 листопада 2016 у Wayback Machine.]     | Олена Підгрушна Україна | 19:56.9 (0+0)     | Христина Гузик Польща   | +7.5 (0+0)      | Доротея Вірер Італія     | +12.4 (0+1)     |
| Мас-старт 12,5 км Протокол [Архівовано 4 листопада 2016 у Wayback Machine.] | Доротея Вірер Італія    | 36:50.0 (1+0+0+0) | Марі Дорен-Абер Франція | +20.8 (0+0+0+1) | Габріела Соукалова Чехія | +50.3 (0+0+0+1) |

## Досягнення
Перша перемога на етапах Кубка світу
Найкращий виступ за кар'єру
|  |  |

Перша гонка в Кубку світу
|  |  |